# 韓楷 (正德進士)
韓楷（？—16世纪？），字以正，湖廣武昌府江夏縣人，民籍，明朝官员。

## 生平
正德十六年（1521年），登進士第二甲第二十一名進士。八月选授刑科給事中。嘉靖三年（1524年）八月升礼科左给事中，大禮議期間，參與左順門哭諫。
歷官山西潞安府知府，不久調繁揚州府，升廣東按察司副使。累升江西按察使，嘉靖二十四年（1545年）五月升江西右布政使，移广东左布政使，二十八年（1549年）七月升都察院右副都御史、巡抚云南，十月引疾乞致仕。